# Zé Miguel
José Miguel de Souza Cyrillo (Macapá, 29 de setembro de 1962) é um cantor, compositor, escritor e produtor musical brasileiro. Está entre os principais representantes da música na Amazônia, com valorização dos ritmos regionais, como o batuque e o marabaixo, elementos marcantes da cultura afro no Amapá.

## Biografia
Primogênito de uma família de seis irmãos, Zé Miguel iniciou a carreira musical desde cedo, cantando em cultos dominicais da igreja evangélica onde frequentava. Depois, passou a atuar como guitarrista em diversas bandas em bailes realizados na capital amapaense. Na década de 1980, começou a compor suas primeiras canções e a participar de festivais promovidos em Macapá.
De forma independente, lançou seu primeiro LP, Vida Boa, em 1991, trazendo seu primeiro sucesso, a canção homônima, e destacando Zé Miguel entre os principais artistas da música do Amapá, juntamente com Amadeu Cavalcante, Ronery e Osmar Júnior. Em 1996, somou-se aos também músicos Val Milhomem e Joãozinho Gomes para o projeto Planeta Amapari, resultando no CD do mesmo título, lançado em 1996, com reedição em 2000 para o mercado europeu.
Em 1998, foi o ano de seu segundo disco solo, Lume. No ano seguinte, veio o CD "Dança das Senzalas", outro projeto conjunto com o Quarteto Senzalas, grupo formado em parceria com Amadeu Cavalcante, Val Milhomem e Joãozinho Gomes. Em 2002, lançou o terceiro solo, o CD Acústico, do qual fizeram parte o sucesso Pérola Azulada e a regravação do sucesso Vida Boa, além de outros sucessos da carreira. Em 2004, foi a vez do CD "quatropontozero", após os 40 anos do músico. Após a morte trágica do filho, Marco Kayke, vítima de acidente de trânsito, lançou neste mesmo ano o álbum "Uma Balada para Kayke".
O trabalho mais recente de Zé Miguel é o DVD Meu Endereço, gravado nos dias 28 e 29 de abril de 2007, no Teatro das Bacabeiras, em Macapá. Candidatou-se a Deputado estadual em 2010 pelo PSB, não conseguindo os votos necessários para assumir o cargo. Assumiu em 2011, a Secretaria Estadual de Cultura e saiu em Março de 2013.

## Discografia

### Carreira solo
- Vida Boa (1991) — Vinil
- Lume (1998) — CD
- Acústico (2002) — CD
- quatropontozero (2004) — CD
- Uma Balada para Kayke (2004) — CD
- Meu Endereço (2007) — DVD

### Participações
- Planeta Amapari (com Val Milhomem e Joãozinho Gomes (1996) — CD
- Dança das Senzalas (com Amadeu Cavalcante, Val Milhomem e Joãozinho Gomes (1999) — CD